# Distretto di Peren
Il distretto di Peren è un distretto del Nagaland, in India, di 12 882 abitanti. Il capoluogo è Peren.
Il distretto è stato costituito il 24 gennaio 2004 ed è abitato dalle tribù Naga degli Zeliang e dei Kuki.